# René Henri Blache
Pour les articles homonymes, voir Blache.
René Henri Blache, né le 10 avril 1839 à Paris et mort le 24 décembre 1908 à Paris est un médecin français. Il se consacre plus particulièrement aux maladies de l'enfance. Il est membre de nombreuses œuvres de protection de l'enfance.

## Biographie
René Henri Blache est le fils de Jean Gaston Marie Blache et de Soulange Guersant, et petit-fils de Louis Benoît Guersant. Son père étant le médecin des enfants de la famille d'Orléans, René Henri Blache est ami d’enfance de Louis-Philippe d’Orléans.
Son frère Henri, étudiant en médecine, est mort en contractant, au chevet d'un malade, le croup, en 1852 ou 1855. Comme il faut obligatoirement un médecin dans la famille, René Blache accepte la place.
Il est externe en médecine à la faculté de médecine de Paris en 1862, interne provisoire en 1863, interne de 1865 à 1868, notamment chez Demarquay, lauréat de la faculté de médecine en 1868, docteur en médecine avec sa thèse Essai sur les maladies du cœur chez les enfants, en 1869. Il travaille dans le laboratoire d’anatomie du professeur Sappey.
Il se marie en 1869 avec Jeanne Guastalla et eurent 4 enfants.
En 1888, il fonde l'œuvre des enfants tuberculeux,.

## Œuvres et publications
- Relation d'une épidémie de coqueluche qui a régné à l'Hôpital des enfants malades, Paris, Asselin, 1879, 80 p. (lire en ligne).

- Développement physique de l'enfant depuis sa naissance jusqu'au sevrage, Asselin, 1880 (lire en ligne).

### en collaboration
- avec Dusart : Recherches sur l'assimilation du phosphate de chaux et sur son emploi thérapeutique, Paris, Dusart, 1868 lire en ligne sur Gallica.

- René Henri Blache, Jules François René Ladreit de Lacharrière et Louis Pierre Menière, Hygiène et éducation de la première enfance, rédigé par une commission de la Société Française d'Hygiène, Paris, 1879 (lire en ligne).

- René Henri Blache, Le Coin et Alexis Houlès, Hygiène et éducation physique de la deuxième enfance (période de 2 à 6 ans), Paris, 1882 (lire en ligne).

- Gaston Blache et Paul Louis Benoît Guersant, Extraits de pathologie infantile de Blache et Guersant, Paris, Asselin, 1883 (lire en ligne).

## Distinctions et reconnaissance

### Décorations françaises
- Officier de la Légion d'honneur en 1902[6].

## Prix
- Prix Montyon en 1868[7].
- Médaille d'or de la faculté de médecine de Paris 1868.
- Académie de médecine, médaille de bronze 1881; médaille d'argent 1886; médaille de vermeil 1889, 1890 et 1891.

## Œuvres de protection de l'enfance
- Société protectrice de l'enfance[note 3] : Secrétaire général.
- Société de protection des apprentis et enfants employés dans les manufactures[3].
- Œuvre des enfants tuberculeux d'Ormesson : Fondateur en 1888, président[8] .
- Œuvre nationale des hôpitaux marins[9] : Administrateur.
- Comité départemental de la protection des enfants du jeune âge : Membre.
- Œuvre des petites mendiantes[note 4] : Président.

## Sociétés savantes
- Académie de Médecine : élu associé libre en 1895[10],[11].
- Société anatomique de Paris : membre, 1865 ; titulaire, 1867 ; honoraire, 1873 ; vice-président, 1865-1873.
- Association pour l'encouragement des études grecques en France : membre en 1870.
- Société d'anthropologie de Paris : membre en 1868[12].
- Société de l'histoire de Paris et de l'Île-de-France, 1891[13].
- Société des amis des monuments parisiens : adhérent, 1887.
- Société historique et archéologique des VIIIe et XVIIe arrondissements de Paris : membre[14].
- Association générale de prévoyance et de secours mutuels des médecins de France : trésorier général[15].